# Medalia „A 15-a aniversare a RMN”

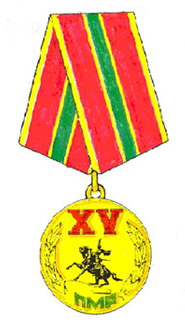
Medalia "15 ani de RMN"

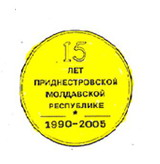
Reversul medaliei "15 ani de RMN"

Medalia "A 15-a aniversare a RMN" (în rusă Медаль "15 лет Приднестровской Молдавской Республике") este una dintre decorațiile jubiliare ale auto-proclamatei Republici Moldovenești Nistrene. Ea a fost înființată prin decret al președintelui RMN, Igor Smirnov, din anul 2005.
Medalia este confecționată din alamă, având un diametru de 33 mm. Ea a fost fabricată în Federația Rusă.

## Statut
1. Cu Medalia jubiliară "A 15-a aniversare a RMN" sunt decorați cetățenii Republicii Moldovenești Nistrene, care au avut un rol activ în formarea, apărarea și consolidarea Republicii Moldovenești Nistrene.
2. Listele cu cei decorați cu Medalia "A 15-a aniversare a RMN" cuprind următoarele elemente: numele, prenumele, patronomicul, locul de muncă, postul, adresa.
Pentru soldații și angajații Ministerului Apărării, Ministerului Afacerilor Interne, Ministerului Justiției sau Ministerului Securității Naționale, cazacii din trupele Cazacilor Mării Negre, se trece gradul militar, locul de serviciu, numărul unității militare.
3. Propunerea pentru decorarea cu medalia jubiliară "A 15-a aniversare a RMN" se face de către conducătorii organelor autorității republicane, de către șefii administrațiilor raionale de stat împreună cu președinții Sovietelor raionale sau municipale ale Deputaților Poporului, de către comandantul trupelor Cazacilor Mării Negre și se avizează de președintele Republicii Moldovenești Nistrene.
4. Cu Medalia jubiliară "A 15-a aniversare a RMN" pot fi decorați și cetățeni străini, care au dovedit solidaritate în formarea, apărarea și consolidarea Republicii Moldovenești Nistrene.
5. Medalia jubiliară "A 15-a aniversare a RMN" se poartă pe partea stângă a pieptului și este aranjată după Medalia "A 10-a aniversare a RMN".

## Descriere
Medalia "A 15-a aniversare a RMN" este rotundă, cu diametrul de 33 mm, confecționată din alamă și de culoare aurie. Ambele părți ale medaliei sunt au margini rotunde și convexe. În centrul aversului este reprezentată imaginea Statuii generalului Alexandr Suvorov din orașul Tiraspol, înconjurată la stânga și la dreapta de două ramuri de lauri dispuse în cerc.
În partea de sus a aversului medaliei, deasupra imaginii monumentului, este localizat numărul roman "XV". În partea de jos a cercului se află literele de abreviere "ПМР". Imaginea monumentului și ramurile sunt convexe, inscripția este realizată în relief și acoperită cu smalț emailat: "XV" - roșu, "ПМР" - verde.
Pe reversul medaliei se află inscripția în cinci linii: "15 лет Приднестровской Молдавской Республике". În partea de jos a cercului se află două linii orizontale separate între ele la mijloc de un asterisc, având dedesubtul lor o linie cu numerele "1990-2005". Toate inscripțiile sunt convexe.  
Medalia este prinsă printr-o ureche de o panglică pentagonală de mătase lucioasă, având o lățime de 24 mm. În colorarea panglicii sunt folosite culorile steagului național al Republicii Moldovenești Nistrene cu extremități de culoare galben-aurie de 2 mm și cu benzi separatoare de aceeași culoare de 1 mm pentru a face trecerea între culorile primare ale steagului. Lățimea zonelor roșii este de 7 mm, iar a celor verzi de 4 mm. Pe reversul panglicii se află o agrafă pentru prinderea decorației de haine.

## Persoane decorate
- Anatoli Kaminski - vicepreședintele Sovietului Suprem al RMN
- Vladimir Bodnar - deputat, președintele Uniunii Ucrainenilor din Transnistria
- Valerian Tulgara - deputat, președintele Uniunii Moldovenilor din Transnistria
- Vladimir Iastrebceak - viceministru de externe
- Oleg Kaliaghin - judecător la Curtea de Arbitraj a Transnistriei